# We’re Not Gonna Take It (Twisted-Sister-Lied)
We’re Not Gonna Take It ist ein Lied der US-amerikanischen Rock-Band Twisted Sister. Es wurde zuerst als Single am 27. April 1984 veröffentlicht und erschien zwei Wochen später am 10. Mai 1984 auf dem Album Stay Hungry. Das Lied schaffte es in mehrere Charts und wurde zu einem bekannten Rocksong der 1980er-Jahre.

## Inhalt
Das Lied spiegelt die Teenager-Rebellion gegen Autoritäten in den 1980er-Jahren wider, die auch stark von der Rockmusik beeinflusst wurde. Der Song wurde aufgrund seines vom US-amerikanischen Parents Music Resource Center als „gewaltverherrlichend“ bewerteten Inhalts in dessen Liste der „Filthy Fifteen“ aufgenommen.

## Verwendung in der Politik
2012 nutzte der US-amerikanische republikanische Politiker Paul Ryan das Lied für seinen Wahlkampf, bis ihn Snider bat, es nicht mehr zu spielen. Snider gab an, dass er Ryan nicht unterstütze und plane, für Obama zu stimmen.
Im Sommer 2015 wurde der Song für Donald Trumps Wahlkampagne 2016 übernommen und nach seinen Kampagnenauftritten gespielt. Newsweek berichtet, dass Snider Trump die Erlaubnis gab, das Lied zu verwenden. Snider änderte später seine Meinung und sagte, dass er Trump nur erlaubt hatte, das Lied zu benutzen, weil die beiden Freunde waren, aber dann bat er Trump, damit aufzuhören, da er mit vielen von seinen Standpunkten nicht einverstanden war und nicht wollte, dass die Leute den Eindruck haben, dass er Trump bei seinem Wahlkampf unterstütze.

## Musikvideo
Das Lied ist bekannt für sein populäres Musikvideo, das unter der Regie von Marty Callner produziert wurde. Das Video nutzt dabei viel Slapstick-Comedy und ruft zur Rebellion gegen die autoritäre Erziehung auf.
Es beginnt mit einem ungehorsamen Sohn (gespielt von Martys Sohn Dax Callner), der Twisted-Sister-Songs in seinem Schlafzimmer mit der Gitarre spielt, während der Rest der Familie zu Abend isst. Der Vater, „Douglas C.“ (gespielt von Mark Metcalf, der für seine autoritäre Rolle aus Ich glaub’, mich tritt ein Pferd bekannt ist) geht in das Zimmer des Jungen und schimpft ihn dafür aus und fragt ihn, was er mit seinem Leben machen will. Der Sohn antwortet nur, dass er rocken will, woraufhin der Vater aus dem Haus fliegt und der Junge sich in Snider von Twisted Sister verwandelt. Von dort an beginnt der eigentliche Song und auch die anderen Kinder verwandeln sich in Twisted-Sister-Mitglieder und widersetzen sich dem Vater.

## Kommerzieller Erfolg

### Chartplatzierungen
| ChartsChartplatzierungen       | Höchstplatzierung | Wochen |
| ------------------------------ | ----------------- | ------ |
| Vereinigte Staaten (Billboard) | 21 (15 Wo.)       | 15     |
| Vereinigtes Königreich (OCC)   | 58 (6 Wo.)        | 6      |

### Auszeichnungen für Musikverkäufe
| Land/Region                  | Auszeichnungen für Musikverkäufe (Land/Region, Auszeichnung, Verkäufe) | Verkäufe  |
| ---------------------------- | ---------------------------------------------------------------------- | --------- |
| Kanada (MC)                  | 8× Platin                                                              | 800.000   |
| Neuseeland (RMNZ)            | Platin                                                                 | 30.000    |
| Spanien (Promusicae)         | Gold                                                                   | 30.000    |
| Vereinigte Staaten (RIAA)    | Gold                                                                   | 500.000   |
| Vereinigtes Königreich (BPI) | Silber                                                                 | 200.000   |
| Insgesamt                    | 1× Silber · 2× Gold · 9× Platin ·                                      | 1.560.000 |

## Coverversionen
Das Lied wurde 2002 von verschiedenen Künstlern aufgenommen, darunter auch die deutsche Pop-Punk-Band Donots, die das Lied auf Platz 33 der deutschen Musikcharts brachte und damit insgesamt 11 Wochen in den Charts war.
2012 wurde der Titel im Rockmusical Rock of Ages von Russell Brand und Catherine Zeta-Jones im Mashup mit We Built This City gesungen.
Im Jahr 2016 gab Dee Snider dem Zauberer und langjährigen Bekannten Criss Angel das Recht, das Lied als „Hymne“ für den Kampf gegen Krebs in seiner Hilfsorganisation HELP (Heal Every Life Possible) zu verwenden. Das Video wurde in der Wüste außerhalb von Las Vegas aufgenommen und zeigt Kinder im Krankenhaus und eine junge Frau, die sich den Kopf rasierte, um den Kampf gegen Krebs zu symbolisieren.
Seit Jahren wird die Melodie auch von den Fans des FC Bayern München bei Heimspielen im Stadion gesungen. Auch bei den Fans des 1. FC Kaiserslautern, wird bei Spielen im DFB-Pokal, die Melodie für einen Fangesang verwendet.
Des Weiteren ist es die Torhymne vom SV Sandhausen.
Die ungarische Band Bëlga beendet ihren Song Benzinkút seit einigen Jahren bei Live-Konzerten immer mit der Melodie und dem (manchmal nur angedeutetem) Refrain-Text.

## Parodien
- Der US-amerikanische Sänger „Weird Al“ Yankovic parodierte das Lied in seinem Hooked on Polkas−Medley.
- Die US-amerikanische Ska-Punk-Band Reel Big Fish verwendete die Melodie als Teil ihres Songs Everybody's Drunk.
- Die spanische Heavy-Metal-Band Gigatrón veröffentlichte eine Song-Parodie über einen Metal-Fan mit dem Titel Heavy hasta la muerte.[22]
- ApologetiX, veröffentlichte 2014 die Song-Parodie We're Not Going to Canaan.
- Die deutsche Fun-Metal-Band J.B.O. parodierte das Lied 1997 als Teil ihres „Drogen?“-Medleys mit dem Text „Wir wollen's nicht mehr nehmen“.